# Jesse James (TV-Persönlichkeit)

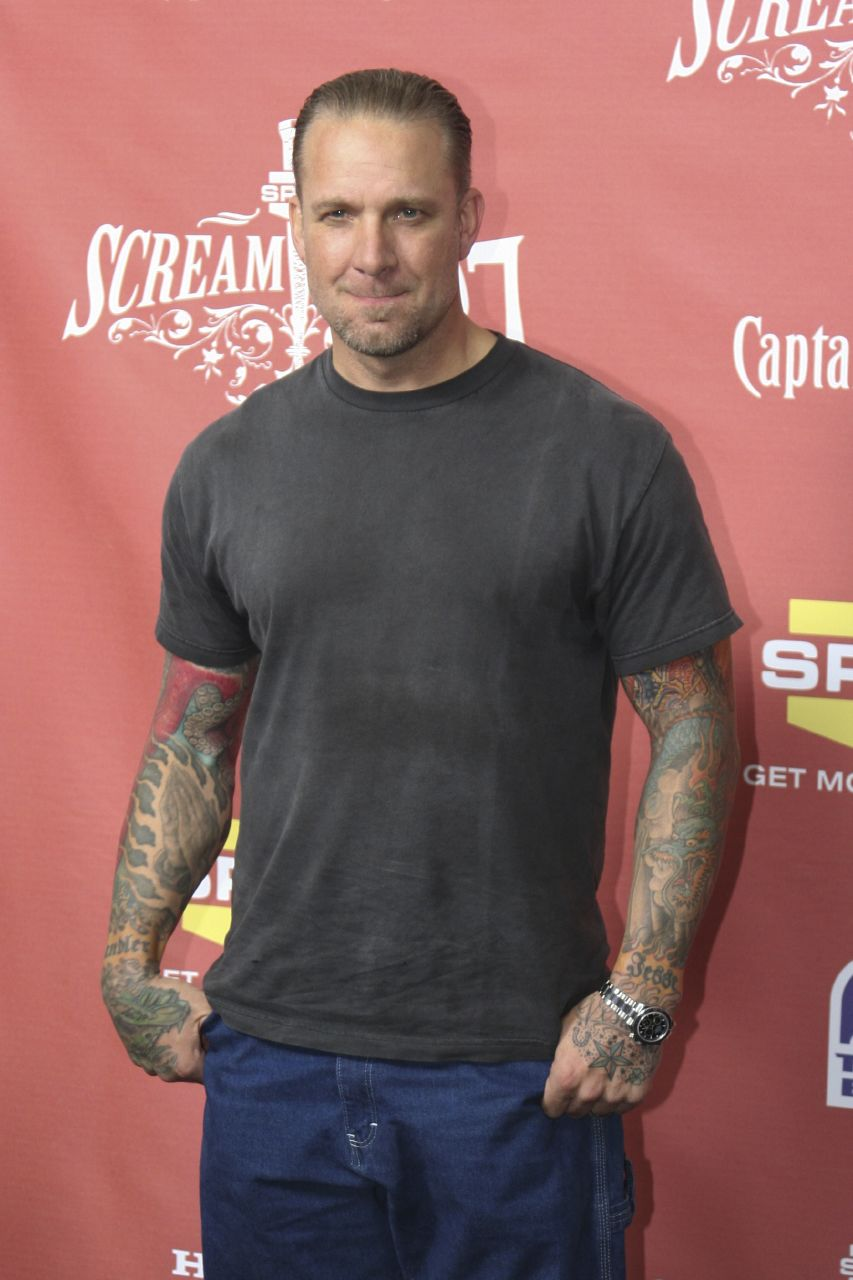
Jesse James, 2007

Jesse Gregory James (* 19. April 1969 in Lynwood, Kalifornien) ist ein US-amerikanischer Unternehmer und Fernsehmoderator. Er ist der Gründer und war Inhaber von West Coast Choppers, einem ehemaligen Hersteller von Custombikes. Zugleich ist er der Moderator und Gastgeber von Motorcycle Mania, einer US-amerikanischen Sendung über Motorräder und von Monster Garage, die beide auf dem Sender Discovery Channel laufen.

## Leben
Sein Ur-Ur-Großvater war ein Cousin des bekannten Banditen Jesse James. Er wuchs in Long Beach auf, ging auf die La Sierra High School, später auf das Riverside Community College und besuchte nach seinem Abschluss die University of California.
Am College spielte er erfolgreich Football, seine sportliche Laufbahn wurde jedoch durch eine Knieverletzung beendet. Er wurde Bodyguard und arbeitete für Bands wie Soundgarden, Danzig und Slayer, er tourte außerdem mit Madonna, Nirvana und Metallica.
Eine erneute Verletzung zwang ihn dazu, den Beruf als Bodyguard aufzugeben. Er entschied sich ins Customizing-Geschäft einzusteigen und lernte das Handwerk bei Boyd Coddington (American Hot Rod), einem Hot-Rod-Customizer. West Coast Choppers (WCC) wurde in den frühen 1990er gegründet, zunächst wurden hauptsächlich Textilien im Stile des Chopper-Lifestyles verkauft. James begann in der Garage seines Freundes, ohne Lohn und ohne Partner. Langsam baute er seine Werkstatt zu einer der bekanntesten Customizing-Unternehmen aus. West Coast Choppers baute Motorräder im Wert von 50.000 bis hin zu 150.000 US-Dollar, für Kunden wie Shaquille O’Neal und Kid Rock. 2009 stellte man den Eigenvertrieb von WCC-Motorradzubehör ein, im Oktober 2010 schloss James die Werkstatt und den Laden in Long Beach.
James hat vier Kinder – Tochter Chandler und Sohn Jesse James Jr. mit seiner ersten Frau Karla, Tochter Sunny aus seiner zweiten Ehe mit Janine Lindemulder und Sohn Bishop mit seiner fünften Frau Alaina James aka Bonnie Rotten. Am 16. Juli 2005 heiratete James die Schauspielerin Sandra Bullock. Im Januar 2010 adoptierte das Paar ein weiteres Kind, Louis. Im März 2010 wurden außereheliche Affären von James bekannt, in deren Folge Sandra Bullock im April 2010 die Scheidung einreichte. Im Juni 2010 wurde die Ehe geschieden. Seit September 2010 war er mit der Tattookünstlerin Kat Von D liiert. Das Paar gab im Januar 2011 seine Verlobung bekannt, trennte sich aber Ende Juli 2011. Von 2013 bis 2020 war James mit der Rennfahrerin Alexis DeJoria liiert, die im Drag Racing tätig ist. Seit 2021 ist er mit der ehemaligen Pornodarstellerin und Pornoproduzentin Bonnie Rotten liiert. Das Paar hat einen gemeinsamen Sohn und heiratete im Jahr 2022.
Am 28. April 2006 eröffnete James in Long Beach das „Cisco Burger“ Restaurant. Das Restaurant ist im Stil der 1950er Jahre aufgebaut und wurde nach seinem Pitbull Terrier benannt.
Jesse James lebt in Austin, Texas und ist dort Teilhaber des Austin Speed Shop und JJFU (Jesse James Firearms Unlimited).

## Filmografie
- 2000: MotorcycleMania 1
- 2001: MotorcycleMania 2
- 2002–2006: Monster Garage
- 2004: MotorcycleMania 3

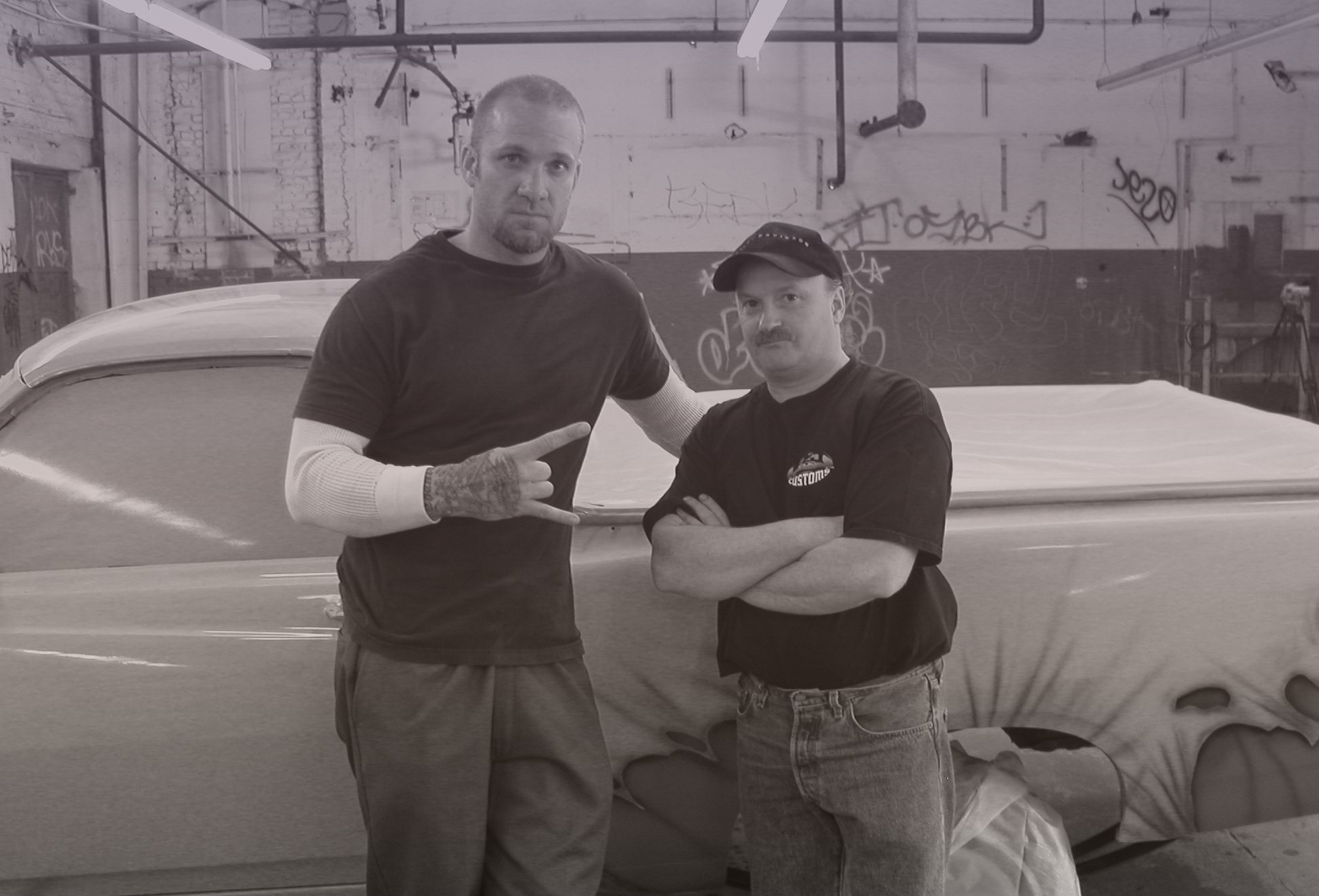
James (links) und Mike Lavallee beim Dreh von Monster Garage, 2003

- 2005: History of the Chopper / Choppers of ’69
- 2009: Jesse James is a dead man
- 2010: Jesse James – Adrenalin im Tank
- 2013: Austin Speed Shop

## Werke
- American Outlaw. Gallery, 2011, ISBN 978-1451627855. Autobiografie